# Lípa srdčitá (Žichovice)
Lípa srdčitá je památný strom v Žichovicích. Lípa malolistá (Tilia cordata Mill.) roste na polootevřeném nádvoří zámku Žichovice v nadmořské výšce 475 m. Strom je vysoký 19 m, obvod kmene je 370 cm (měřeno 2011). Zdravotní stav je dobrý, v roce 2011 byl proveden zdravotní řez a instalace podkladnicové vazby. Lípa je chráněna od 12. srpna 2010 jako esteticky zajímavý strom a krajinná dominanta.